# 트레이스 리셋
트레이스 리셋(Trace Lysette, 1981년 10월 2일 ~ )은 미국의 배우이며, 트랜스젠더 여성이다.

## 출연 작품
- 허슬러 (2019) - 트레이시 역
- 모니카 (2022) - 모니카 역